# Турецкий сельсовет (Гродненская область)
Турецкий сельсовет — административная единица на территории Кореличского района Гродненской области Республики Беларусь. Административный центр — агрогородок Турец.

## История
В 2008 году уточнены наименования сельских населённых пунктов Кореличского района — Браносово, Кочаны, Новосёлки, Рапьёво.

## Состав

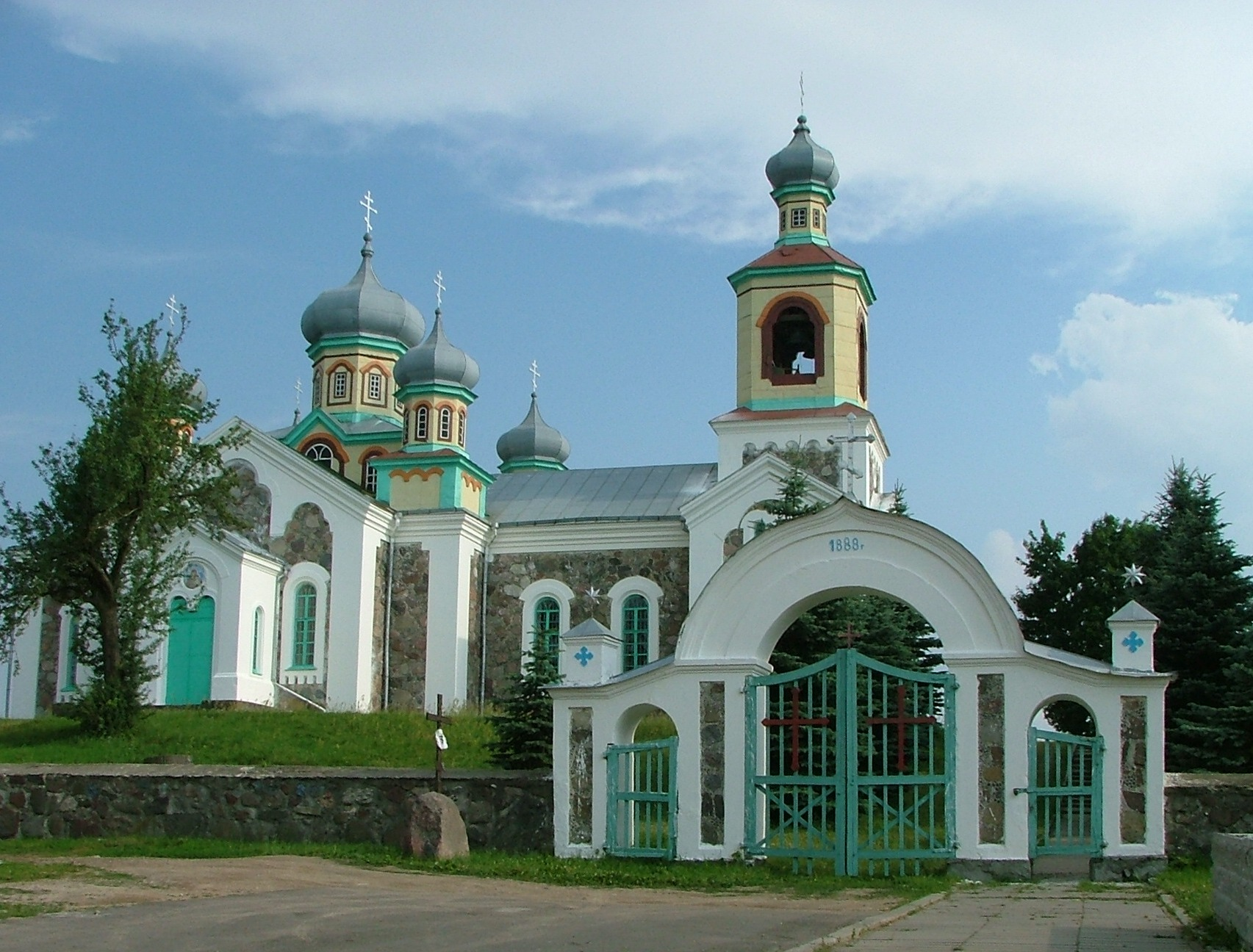
Храм Покрова Пресвятой Богородицы (Турец)

Турецкий сельсовет включает 15 населённых пунктов:
- Березовец — деревня.
- Браносово — деревня.
- Велетово — деревня.
- Великая Слобода — деревня.
- Загорье — деревня.
- Кочаны — деревня.
- Крынки — деревня.
- Лыковичи — деревня.
- Малосельцы — деревня.
- Некрашевичи — деревня.
- Новосёлки — деревня.
- Рапьёво — деревня.
- Тарасовичи — деревня.
- Турец — агрогородок.
- Чижиновцы — деревня.

## Достопримечательности
- Храм Покрова Пресвятой Богородицы (Турец)
- Памятный знак в честь погибшего командира партизанского отряда Дмитрия Ивановича Семенцова вблизи деревни Великая Слобода (2017)[2].